# Pierre Krähenbühl
Pierre Krähenbühl (Genebra, Suíça, 8 de janeiro de 1966) é um comissário geral da Agência das Nações Unidas de Assistência aos Refugiados da Palestina no Próximo Oriente, (UNRWA) desde 30 de março de 2014. Antes disso, ele serviu a partir de 2002, como diretor de operações do Comitê Internacional da Cruz Vermelha (CICV).

## Vida pessoal
Pierre Krähenbühl é casado com Taiba Rahim, que é o presidente do Nai-Qala, de uma organização dedicada a projetos de saúde e educação no Afeganistão.